# 선수 선미 스러스터

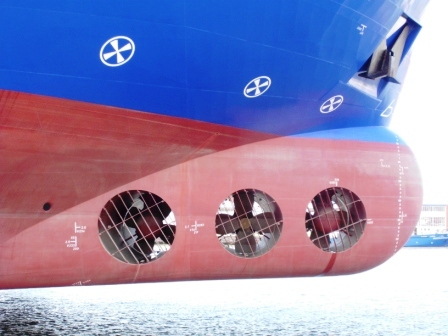

선수 선미 스러스터(영어: bow&stern thruster)는 배를 옆 방향으로 움직이기 위한 동력장치이다. 접안이나 이안 시에 사용함으로써 시간과 수고를 줄이고 안전을 확보하는 것을 목적으로 비교적 작은배에 장착되는 경우가 많다.

## 같이 보기
- 전방위 추진기